# Tom et Jerry font la sieste
Pour plus de détails, voir Fiche technique et Distribution.
Tom et Jerry font la sieste (Cat Napping) est le 62e court métrage d'animation de la série américaine Tom et Jerry réalisé par William Hanna et Joseph Barbera et sorti le 8 décembre 1951.